# Tribute to the Gods
Tribute to the Gods es un álbum tributo por la banda de thrash metal Iced Earth. Es notable como el último álbum de Iced Earth con Larry Tarnowski en la guitarra, y el último con Matt Barlow en la voz, hasta su declaración de 2007, y su último álbum con Century Media. Este disco técnico fue lanzado por primera vez el año anterior en el box set Dark Genesis, pero fue relanzado como un disco independiente en 2002. Fue entonces relanzado como parte de la serie Enter the Realm of the Gods junto con la demostración de 1989 de la banda Enter the Realm en 2008 con ilustraciones de la cubierta nueva.

## Canciones
| Pistas |                                                           |                                                                      |                  |          |  |
| N.º    | Título                                                    | Escritor(es)                                                         | Original artist  | Duración |  |
| 1.     | «Creatures of the Night»                                  | Paul Stanley, Adam Mitchell                                          | Kiss             | 4:01     |  |
| 2.     | «The Number of the Beast»                                 | Steve Harris                                                         | Iron Maiden      | 4:33     |  |
| 3.     | «Highway to Hell»                                         | Bon Scott, Angus Young, Malcolm Young                                | AC/DC            | 3:23     |  |
| 4.     | «Burnin' for You»                                         | Donald Roeser, Richard Meltzer                                       | Blue Öyster Cult | 4:26     |  |
| 5.     | «God of Thunder»                                          | Stanley                                                              | Kiss             | 3:56     |  |
| 6.     | «Screaming for Vengeance»                                 | Rob Halford, K.K. Downing, Glenn Tipton                              | Judas Priest     | 4:37     |  |
| 7.     | «Dead Babies»                                             | Alice Cooper, Glen Buxton, Michael Bruce, Dennis Dunaway, Neal Smith | Alice Cooper     | 5:40     |  |
| 8.     | «Cities on flame with rock and roll»                      | Roeser, Albert Bouchard, Sandy Pearlman                              | Blue Öyster Cult | 3:59     |  |
| 9.     | «It's a Long Way to the Top (If You Wanna Rock 'n' Roll)» | Scott, Young, Young                                                  | AC/DC            | 4:42     |  |
| 10.    | «Black Sabbath»                                           | Ozzy Osbourne, Tony Iommi, Geezer Butler, Bill Ward                  | Black Sabbath    | 5:30     |  |
| 11.    | «Hallowed Be Thy Name»                                    | Harris                                                               | Iron Maiden      | 7:08     |  |
| 49:55  |                                                           |                                                                      |                  |          |  |

## Créditos
- Jon Schaffer − guitarra rítmica, vocalista en "God of Thunder"
- Matt Barlow − vocalista principal
- Larry Tarnowski − guitarra eléctrica
- James MacDonough − bajo eléctrico
- Richard Christy − baterista[6]